# Cupriavidus metallidurans
Cupriavidus metallidurans (лат.) — неспорообразующая грамотрицательная бактерия, которая эволюционно адаптировалась к высоким концентрациям ионов тяжёлых металлов во внешней среде — концентрациям, заведомо убийственным для большинства других микроорганизмов или, как минимум, существенно нарушающим их размножение и жизнедеятельность. В силу этого данная бактерия является очень удобным субъектом для лабораторного изучения нарушений в протекании биохимических процессов внутри живой клетки, вызываемых интоксикацией ионами тяжёлых металлов.

## Синонимы
Ранее эту бактерию называли Ralstonia metallidurans. Ещё ранее она была известна под названиями Ralstonia eutropha и Alcaligenes eutrophus.
Лучше всего на данный момент изучен штамм CH34 данной бактерии.

## Генетические особенности
Данная бактерия, хотя сама не является патогенной ни для растений, ни для человека и животных, проявляет высокую степень генетического родства (гомологии последовательностей в геноме) с важной патогенной для растений бактерией Ralstonia solanacearum.
Устойчивость к высоким концентрациям тяжёлых металлов во внешней среде у данной бактерии обеспечивается целым рядом биохимических адаптационных механизмов. Гены, кодирующие все эти биохимические адаптации, и в конечном счёте — предопределяющие устойчивость C. metallidurans к высоким концентрациям тяжёлых металлов, сосредоточены в двух естественных мегаплазмидами pMOL28 и pMOL30 бактериальных хромосом. Потенциально это позволяет плазмидную передачу другим видам бактерий всего комплекса механизмов устойчивости к тяжёлым металлам, через механизмы горизонтального плазмидного переноса генов.
На данный момент геном этой бактерии уже полностью секвенирован. Предварительные, неаннотированные данные секвенирования её генома могут быть получены учёными в Объединённом институте генетики.

## Биохимические особенности
Данная бактерия является аэробным литоавтотрофом, обладающим факультативной способностью жить и развиваться на среде, в которой присутствуют только неорганические минеральные соли, а также растворённые в воде газообразные H2, O2 и CO2, в отсутствие источников органического углерода. В этих жёстких, ограничительных условиях энергетическая подсистема, обеспечивающая бактериальную клетку необходимой для её жизнедеятельности и для биосинтеза органических соединений энергией, упрощается. В неё в таких условиях входят только гидрогеназа, ферменты дыхательной цепи переноса электронов и аденозинтрифосфатаза. Таким образом, энергетическая подсистема данной бактерии в этих жёстко ограничительных условиях получается очень простой, и чётко отделена от анаболических подсистем, деятельность которых начинается с цикла Кальвина для фиксации углекислого газа (CO2). Это облегчает учёным изучение энергетической подсистемы данной бактерии.

## Непатогенность
Данная бактерия не является патогенной, то есть она не опасна ни для человека и животных, ни для растений. Это позволяет удобно и безопасно изучать её в лабораторных условиях, на искусственных питательных средах, приближённых к её естественным природным условиям обитания, без повышенных мер безопасности, необходимых при работе с опасными патогенными бактериями.

## Экологическое значение
Данная бактерия имеет важное экологическое значение, поскольку как сама она, так и генетически родственные ей или биогеоценотически тесно связанные с ней виды бактерий преобладают в мезофильных, сильно загрязнённых тяжёлыми металлами, средах.

## Промышленное значение
Данная бактерия имеет важное промышленное значение. Она применяется для биоремедиации (биологического удаления) загрязнений тяжёлыми металлами из сточных вод, содержащих отходы производства, а также из загрязнённых почв и вод, и для детектирования присутствия этих загрязнений. Кроме того, она также применяется в промышленности для разрушения или обезвреживания различных органических ксенобиотиков. При промышленном применении данной бактерии для обезвреживания органических ксенобиотиков важно то, что она сохраняет свою способность к биотрансформации ксенобиотиков даже в присутствии высоких концентраций тяжёлых металлов, которые угнетают метаболизм большинства других бактерий, в том числе и их способность метаболизировать и обезвреживать ксенобиотики.

## Роль в биогеохимии золота
Данная бактерия, вместе с бактерией Delftia acidovorans, играет очень важную роль в биогеохимии золота и, в частности, в формировании золотых месторождений и самородков золота. Она способна осаждать металлическое золото из раствора трихлорида золота — соединения, высокотоксичного для большинства других микроорганизмов.